# FMO1
Dimetilanilin monooksigenaza (N-oksid-formirajuća) 1 je enzim koji je kod ljudi kodiran FMO1 genom.
Monooksigenaze koje sarže flavin su NADPH zavisni enzimi koji katalizuju oksidaciju mnogih lekova i ksenobiotika. Ovaj gen sadrži nasledni FMO3 polimorfizam kod ljudi koji rezultira u maloj potpopulaciji sa umanjenom TMA N-oksidacionom sposobnošću, posledica čega je sindrom zadaha ribe, trimetilaminurija. Tri forme ovog enzima, FMO1 u fetalnoj jetri, FMO2 u jetri odraslih osoba, i FMO3 su kodirani genima koji su grupisani u 1q23-q25 regionu. Monooksigenze koje sadrže flavin su NADPH zavisni flavoenzimi koji katalizuju oksidaciju nukleofilnih heteroatomskih centera ksenobiotika kao što su pesticidi i lekovi.

## Literatura
- Hines RN, Cashman JR, Philpot RM,  . (1994). „The mammalian flavin-containing monooxygenases: molecular characterization and regulation of expression”. Toxicol. Appl. Pharmacol. 125 (1): 1—6. PMID 8128486. doi:10.1006/taap.1994.1042.
- Cashman JR (2004). „The implications of polymorphisms in mammalian flavin-containing monooxygenases in drug discovery and development”. Drug Discov. Today. 9 (13): 574—581. PMID 15203093. doi:10.1016/S1359-6446(04)03136-8.
- Dolphin C, Shephard EA, Povey S,  . (1991). „Cloning, primary sequence, and chromosomal mapping of a human flavin-containing monooxygenase (FMO1)”. J. Biol. Chem. 266 (19): 12379—85. PMID 1712018.
- Phillips IR, Dolphin CT, Clair P,  . (1995). „The molecular biology of the flavin-containing monooxygenases of man”. Chem. Biol. Interact. 96 (1): 17—32. PMID 7720101. doi:10.1016/0009-2797(94)03580-2.
- Lawton MP, Cashman JR, Cresteil T,  . (1994). „A nomenclature for the mammalian flavin-containing monooxygenase gene family based on amino acid sequence identities”. Arch. Biochem. Biophys. 308 (1): 254—257. PMID 8311461. doi:10.1006/abbi.1994.1035.
- Shephard EA, Dolphin CT, Fox MF,  . (1993). „Localization of genes encoding three distinct flavin-containing monooxygenases to human chromosome 1q”. Genomics. 16 (1): 85—89. PMID 8486388. doi:10.1006/geno.1993.1144.
- Hay JC, Chao DS, Kuo CS, Scheller RH (1997). „Protein interactions regulating vesicle transport between the endoplasmic reticulum and Golgi apparatus in mammalian cells”. Cell. 89 (1): 149—158. PMID 9094723. doi:10.1016/S0092-8674(00)80191-9.
- Yeung CK, Lang DH, Thummel KE, Rettie AE (2000). „Immunoquantitation of FMO1 in human liver, kidney, and intestine”. Drug Metab. Dispos. 28 (9): 1107—11. PMID 10950857.
- Washio T, Arisawa H, Kohsaka K, Yasuda H (2002). „Identification of human drug-metabolizing enzymes involved in the metabolism of SNI-2011”. Biol. Pharm. Bull. 24 (11): 1263—1266. PMID 11725960. doi:10.1248/bpb.24.1263.
- Koukouritaki SB, Simpson P, Yeung CK,  . (2002). „Human hepatic flavin-containing monooxygenases 1 (FMO1) and 3 (FMO3) developmental expression”. Pediatr. Res. 51 (2): 236—243. PMID 11809920. doi:10.1203/00006450-200202000-00018.
- Strausberg RL, Feingold EA, Grouse LH,  . (2003). „Generation and initial analysis of more than 15,000 full-length human and mouse cDNA sequences”. Proc. Natl. Acad. Sci. U.S.A. 99 (26): 16899—16903. PMC 139241 . PMID 12477932. doi:10.1073/pnas.242603899.
- Furnes B, Feng J, Sommer SS, Schlenk D (2003). „Identification of novel variants of the flavin-containing monooxygenase gene family in African Americans”. Drug Metab. Dispos. 31 (2): 187—193. PMID 12527699. doi:10.1124/dmd.31.2.187.
- Attar M, Dong D, Ling KH, Tang-Liu DD (2003). „Cytochrome P450 2C8 and flavin-containing monooxygenases are involved in the metabolism of tazarotenic acid in humans”. Drug Metab. Dispos. 31 (4): 476—481. PMID 12642475. doi:10.1124/dmd.31.4.476.
- Hines RN, Luo Z, Hopp KA,  . (2003). „Genetic variability at the human FMO1 locus: significance of a basal promoter yin yang 1 element polymorphism (FMO1*6)”. J. Pharmacol. Exp. Ther. 306 (3): 1210—1218. PMID 12829732. doi:10.1124/jpet.103.053686.
- Ota T, Suzuki Y, Nishikawa T,  . (2004). „Complete sequencing and characterization of 21,243 full-length human cDNAs”. Nat. Genet. 36 (1): 40—45. PMID 14702039. doi:10.1038/ng1285.
- Gerhard DS, Wagner L, Feingold EA,  . (2004). „The status, quality, and expansion of the NIH full-length cDNA project: the Mammalian Gene Collection (MGC)”. Genome Res. 14 (10B): 2121—2127. PMC 528928 . PMID 15489334. doi:10.1101/gr.2596504.
- Zhang J, Cashman JR (2006). „Quantitative analysis of FMO gene mRNA levels in human tissues”. Drug Metab. Dispos. 34 (1): 19—26. PMID 16183778. doi:10.1124/dmd.105.006171.
- Bartsch M, Gobbato E, Bednarek P,  . (2006). „Salicylic acid-independent ENHANCED DISEASE SUSCEPTIBILITY1 signaling in Arabidopsis immunity and cell death is regulated by the monooxygenase FMO1 and the Nudix hydrolase NUDT7”. Plant Cell. 18 (4): 1038—1051. PMC 1425861 . PMID 16531493. doi:10.1105/tpc.105.039982.